# پیش از میلاد

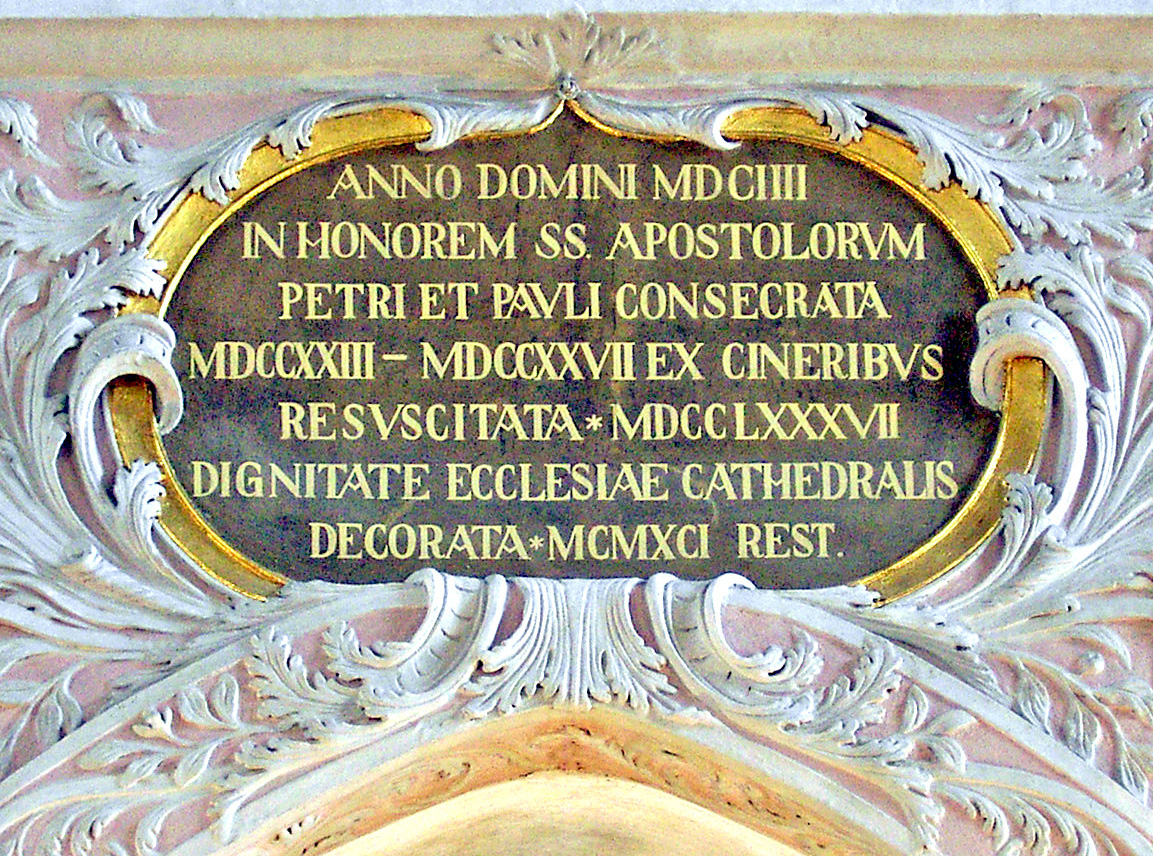
تصویری از کتیبه

اصطلاح پیش از میلاد یا پیشامیلاد (به لاتین: ante Christum natum)  و (به انگلیسی: before Christ (was) born) که به کوتاهی پ.م. یا ق.م. (قبل میلاد) نوشته می‌شود، به مفهوم سال‌های پیش از زایش عیسی مسیح و به معنی پیش از آن که مسیح زاده شود می‌باشد. در انگلیسی BC یا .B.C به کار می‌رود یا برابر گاه‌شماری عصر حاضر آن که استفاده از آن رو به گسترش است BCE یا .B.C.E که کوتاه‌شدهٔ (Before the Common Era) به معنی پیش از عصر مشترک است به کار می‌رود.